# Trochosa vulvella
Trochosa vulvella là một loài nhện trong họ Lycosidae.
Loài này thuộc chi Trochosa. Trochosa vulvella được Embrik Strand miêu tả năm 1907.